# Klubowe Mistrzostwa Świata w piłce siatkowej kobiet 1992
II Klubowe Mistrzostwa Świata w piłce siatkowej kobiet odbyły się w 1992 roku w Jesi we Włoszech. W turnieju wystartowało 8 drużyn. Mistrzem po raz pierwszy została drużyna Olimpia Teodora.

## Klasyfikacja końcowa
| Miejsce | Reprezentacja           |
| ------- | ----------------------- |
|         | Olimpia Teodora         |
|         | Acqua di Fiori Minas    |
|         | Urałoczka Jekaterynburg |
| 4.      | Brummel Ancona          |
| 5-6.    | Colgate Sao Caetano     |
| 5-6.    | Hitachi Rivale          |
| 7-8.    | Chrysler Californians   |
| 7-8.    | Posta                   |